# Василево (Болгарія)
Васи́лево (болг. Василево) — село в Добрицькій області Болгарії. Входить до складу общини Генерал-Тошево.

## Населення
За даними перепису населення 2011 року у селі проживали 347 осіб.
Національний склад населення села:
| Національність   | Кількість осіб | Відсоток |
| ---------------- | -------------- | -------- |
| цигани           | 165            | 53,7%    |
| болгари          | 112            | 36,5%    |
| турки            | 21             | 6,8%     |
| інша             | 6              | 2,0%     |
| не визначились   | 3              | 1,0%     |
| Всього відповіли | 307            |          |

Розподіл населення за віком у 2011 році:
Динаміка населення: